# Schadl János (tanár)
Schadl János (Győr, 1845. június 16. – Keszthely, 1913. április 7.) magyar királyi gazdasági akadémiai tanár.

## Élete
Bécsben a főreáliskolát elvégezvén, négy évig építésznél és építőmesternél volt alkalmazva, mielőtt a bécsi műegyetembe lépett, ahol 1865 és 1868 között tanulmányait végezte. Az 1868-70. tanévekben a magyaróvári gazdasági felső tanintézet két évi tanfolyamát is elvégezte, ahol 1870. október 1-től segédtanárnak alkalmazták. Itt mennyiségtant, erőműtant, gazdasági gépészet- és gazdasági építészettant, nemkülönben az akkor fennállott előkészítő tanfolyamban számtant és természettant adott elő. Három évi működés után állami segéllyel az 1873-74. tanévet a stuttgarti, az 1874-75. tanév téli félévét az aacheni műegyetemen töltötte. Később az 1878-79. tanév téli felében a bonni egyetemmel kapcsolatos poppelsdorfi gazdasági akadémián kultúrtechnikai oklevelet szerzett. 1875. augusztus 1-jén az akkor felállított kassai gazdasági tanintézethez rendes tanárnak nevezték ki. 1883-ban a keszthelyi gazdasági tanintézethez helyezték át, ahol az erőműtant, gazdasági gép- és építészettant, valamint a rajzgyakorlatokat, később az erdészetet is tanította. A minisztérium részéről kiküldetést nyert a gyöngyösi aratógépversenyhez a sátoraljaújhelyi gazdasági kiállításhoz két ízben, a lundenburgi és agárdi gőz- és fogatos ekeversenyhez, utóbbi helyen mint referens a gőzekékről szóló jelentést szerkesztette. Szintúgy kiküldetést nyert az 1884 tavaszán rendezett trieur és őszén Bián rendezett szecskavágógépek versenyéhez. Ez évben még megbízták Galba Károly tanárral együtt az építendő keszthelyi új épület terveinek elkészítésével. Neje Kertész Ilona volt.

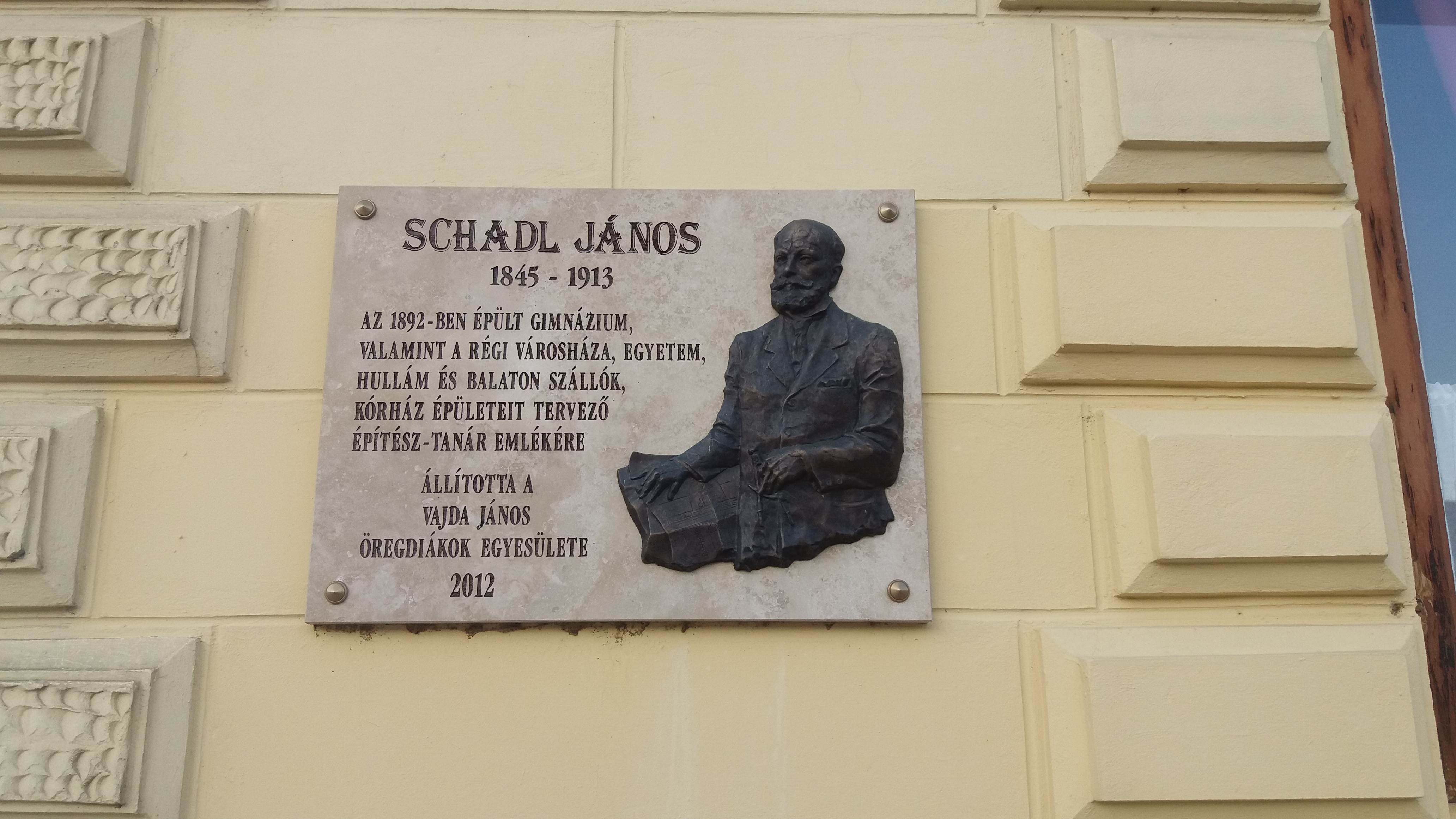
Schadl János emléktáblája a keszthelyi Vajda János Gimnázium falán

Cikkei több szaklapban jelentek meg.